# Скопинский курган в Ростовской области
Скопинский курган — археологический памятник в Азовском районе Ростовской области, близ посёлка Овощной (на территории бывшего совхоза «Обильный»), высотой около 12 метров.
Представляет собой могильный комплекс, хронологические рамки использования которого ограничиваются I в. до н. э. — XV в. н. э. На его поверхности найдены свидетельства погребально-поминальной трапезы — фрагменты древней утвари, в том числе античной и казачьей посуды. Археологические разведывательные работы показали, что начиная с древних времён курган был неоднократно разграблен.
История кургана начинается с истории скифо-сарматских племен, обитавших в Донских степях на заре нашего века, которые стали первыми хоронить здесь своих предков. В XII веке в этот курган подзахоранивали своих умерших сородичей новые хозяева местных угодий — половцы. В конце XVII века курган приглянулся донским казакам, которые во время боевых действий с турецкой армией крепости Азов обороняли подступы к казачьей столице — городку Черкасскому. По легенде, на высоком кургане, сотник Скопин-Шуйский со своей сотней держал героическую оборону. Эта история объясняет происхождение позднего названия кургана, под которым он стал упоминаться в письменных источниках.
В годы Великой Отечественной войны курган использовался войсками Красной Армии — здесь была установлена зенитная батарея. Как свидетельство тех дней сохранились окопы на вершине кургана.